# Huawei Y7
Huawei Y7 та Huawei Y7 Prime (також відомі як Huawei Y7 2017 та Huawei Y7 Prime 2017) — смартфони середнього рівня, розроблені компанією Huawei, що відносяться до серії «Y». Смартфони відрізняються кількістю пам'яті та присутністю сканера відбитків пальців у моделі Prime. Huawei Y7 був представлений 16 травня 2017 року, а Y7 Prime — 7 червня того ж року.
Також в деяких країнах Huawei Y7 продавався як Huawei Nova lite+ і випускався для мобільного оператора AT&T як Huawei Ascend XT2.
Huawei Y7 Prime продавався в Китаї як Huawei Enjoy 7 Plus, а в Індії смартфон був випущений під суб-брендом Honor як Honor Holly 4 Plus.
В Україні офіційно продавався тільки Huawei Y7.

## Дизайн

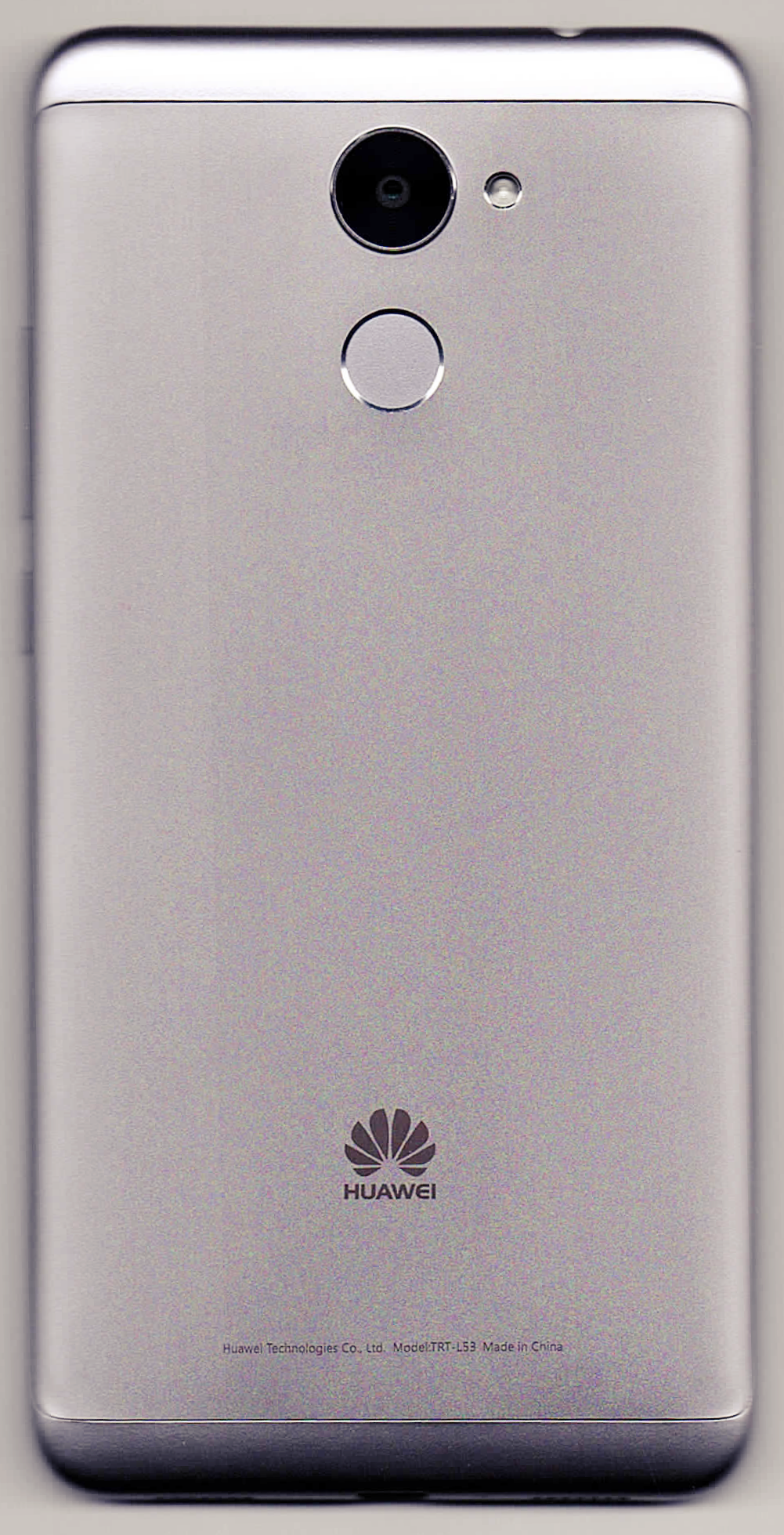
Задня панель Huawei Y7 Prime

Екран виконаний зі скла. Корпус виконаний з пластику та має алюмінієву вставку на задній панелі.
Знизу знаходяться роз'єм microUSB, динамік та стилізований під динамік мікрофон. Зверху розташовані 3.5 мм аудіороз'єм та другий мікрофон. З лівого боку розташований гібридний слот під 2 SIM-картки або 1 SIM-картку і карту пам'яті формату microSD до 256 ГБ. З правого боку розміщені кнопки регулювання гучності та кнопка блокування смартфона. Також Y7 Prime має сканер відбитків пальців на задній панелі.
Huawei Y7 продавався в 3 кольорах: сірому, сріблястому та золотому. В Україні смартфон був доступний тільки в сірому та золотому кольорах.
Huawei Y7 Prime продавався в 6 кольорах: чорному, сірому, сріблястому, синьому, золотому та рожевому.

## Технічні характеристики

### Платформа
Смартфони отримали процесор Qualcomm Snapdragon 435 та графічний процесор Adreno 505.

### Батарея
Батарея отримала об'єм 4000 мА·г.

### Камери
Смартфони отримали основну камеру 13 Мп, f/2.2 з фазовим автофокусом та можливістю запису відео в роздільній здатності 1080p@30fps. Фронтальна камера отримала роздільність 8 Мп, діафрагму f/2.0 та можливість запису відео у роздільній здатності 720p@30fps.

### Екран
Екран IPS LCD, 5.5", HD (1280 x 720) зі щільністю пікселів 267 ppi та співвідношенням сторін 16:9.

### Пам'ять
Huawei Y7 продавався в комплектації 2/16 ГБ.
Huawei Y7 Prime продавався в комплектації 3/32 ГБ.
Huawei Enjoy 7 Plus продавався в комплектаціях 3/32 та 4/64 ГБ.

### Програмне забезпечення
Смартфони були випущені на EMUI 5.1 на базі Android 7.0 Nougat.